# نیتروزآمین‌ها در محصولات بهداشتی نوزاد و مادر
نیتروزآمین‌ها (انگلیسی: Nitrosamines) گروهی از ترکیبات شیمیایی هستند که در شرایط خاص، معمولاً به‌صورت ناخالصی در محصولات بهداشتی، آرایشی و دارویی شکل می‌گیرند. این ترکیبات به دلیل ساختار شیمیایی خود، توسط آژانس بین‌المللی تحقیقات سرطان (IARC) به‌عنوان احتمالاً سرطان‌زا برای انسان طبقه‌بندی شده‌اند.

## نحوه تشکیل
نیتروزآمین‌ها معمولاً از واکنش بین نیتریت‌ها و آمین‌ها در حضور حرارت، رطوبت یا اسیدیته تولید می‌شوند. در صنایع بهداشتی، این واکنش ممکن است هنگام استفاده هم‌زمان از ترکیبات آمینی مانند DEA، MEA یا TEA با مواد نگهدارنده نیتروژن‌دار اتفاق بیفتد.

## حضور در محصولات بهداشتی
نیتروزآمین‌ها ممکن است به‌صورت ناخالصی در موارد زیر یافت شوند:
- شامپو کودک
- لوسیون و کرم مرطوب‌کننده
- خمیر دندان یا فوم شستشو
- محصولات دارای ترکیبات آمینی یا نیتریتی

برخی از این محصولات ممکن است حاوی نگهدارنده‌هایی مانند دیازولیدینیل اوره، ایمیدازولیدینیل اوره یا عطرهای خاصی باشند که با ترکیبات آمینی واکنش داده و نیتروزآمین تولید می‌کنند.

## اثرات بر سلامت نوزاد و مادر
نیتروزآمین‌ها از طریق پوست، استنشاق یا تماس مخاطی قابل جذب هستند. در نوزادان و کودکان:
- می‌توانند با جهش‌های ژنتیکی و سرطان مرتبط باشند.
- احتمال بروز نقص‌های مادرزادی در تماس در دوران جنینی افزایش می‌یابد.[۲]

در زنان باردار و شیرده، مواجهه مکرر با این ترکیبات ممکن است به اختلالات رشد جنین یا اثرات بلندمدت بر سیستم عصبی نوزاد منجر شود.

## مقررات و محدودیت‌ها
- در اتحادیه اروپا وجود نیتروزآمین‌ها در محصولات بهداشتی به شدت محدود شده و میزان قابل قبول آن‌ها کمتر از 50 ppb (قسمت در میلیارد) است.
- در ایران، سازمان غذا و دارو ملزم به آزمایش عدم حضور این ترکیبات در محصولات بهداشتی دارای پروانه تولید است.
- FDA آمریکا نیز توصیه به کاهش حداکثری حضور این ناخالصی در محصولات مصرفی کرده‌است.

## اهمیت برچسب‌خوانی و انتخاب ایمن
والدین و زنان باردار باید از مصرف محصولاتی که حاوی ترکیبات آمینی، دی‌اتانول‌آمین، تری‌اتانول‌آمین و مواد نگهدارنده‌ی مشکوک هستند، پرهیز کنند. برندهایی که از چنین ترکیباتی اجتناب کرده‌اند و فرمولاسیون خود را تحت تست ناخالصی نیتروزآمین قرار داده‌اند، گزینه‌های ایمن‌تری محسوب می‌شوند.

## محصولات ایمن و فاقد نیتروزآمین
امروزه برندهای آگاه به سلامتی کودک مانند برندهایی که فرمول‌های خود را عاری از DEA، MEA، SLES، پارابن و نگهدارنده‌های نیتروژن‌دار طراحی کرده‌اند، به‌طور طبیعی فاقد احتمال تولید نیتروزآمین هستند و برای استفاده در دوران بارداری، شیردهی و نوزادی مناسب‌ترند.